# Prosopographie
 (juillet 2015).
Si vous disposez d'ouvrages ou d'articles de référence ou si vous connaissez des sites web de qualité traitant du thème abordé ici, merci de compléter l'article en donnant les références utiles à sa vérifiabilité et en les liant à la section « Notes et références ».
« Prosopographie » signifie étymologiquement « description d'une personne » (du grec πρόσωπον : « personnage (de théâtre) »). Plus généralement, la prosopographie inventorie et classe dans un article ou un ouvrage les personnalités qui composent un milieu social. Des notices individuelles construites sur le même modèle permettent de mettre en évidence les aspects communs.
Pour les historiens, la prosopographie a longtemps été une science auxiliaire de l'histoire dont l'objectif était d'étudier les biographies des membres d'une catégorie spécifique de la société, le plus souvent des élites sociales ou politiques, en particulier leurs origines, leurs liens de parenté, leur appartenance à des cercles de conditionnement ou de décision.
L'usage de l'informatique, et notamment l'archivistique des bases de données concernant la généalogie, a permis un développement important de cette approche historique.

## Résistances
En étudiant des séries complètes de biographies des membres d'un milieu, lorsqu'elle porte sur un tel objet, la prosopographie montre comment se recrute réellement la classe dirigeante d'un pays, ainsi que son programme politique, par delà la mise en avant de procédures d'élections démocratiques. Elle n'a donc jamais manqué de provoquer une opposition hostile des milieux de pouvoirs, depuis la publication à partir de 1797 des premiers Mémoires pour servir à l'histoire du Jacobinisme qui portaient sur le recrutement des élites parvenues au pouvoir avec la Révolution française, jusqu'à celle de la Noblesse d'État dans laquelle Pierre Bourdieu montre comment se recrutent et se conditionnent les membres de la technocratie. En effet, ces séries de biographies finissent toujours par mettre en évidence des institutions officieuses de sélection, de conditionnement et de décisions, qu'il s'agisse de la Compagnie du Saint-Sacrement au XVIIe siècle, du club des Jacobins, de l'École des cadres d'Uriage, des Young leaders, ou encore Le Siècle au XXIe siècle.
La prosopographie a été longtemps dépréciée[réf. nécessaire] par l'école historique marxiste, mais aussi par celle des Annales. Ces deux écoles font prévaloir les déterminismes économiques et sociaux et tendent à nier l'influence des personnalités individuelles.

## Regain d'intérêt
La prosopographie a trouvé ces dernières années un regain de faveur chez les historiens, les sociologues et encore chez les journalistes, en particulier avec des études portant sur l'ensemble des personnalités constitutives d'un milieu intellectuel, politique, économique ou artistique, plus généralement d'une classe dominante, et qui mettent en évidence les communautés d'origines familiales, religieuses, universitaires, sociales ou autres. La méthode et les finalités de la prosopographie se sont considérablement renouvelées dans la mesure où elles ne cherchent plus tant à étudier la biographie d'individualités exceptionnelles, que des séries ou des groupes de personnalités représentatives et constitutives d'un milieu social. La prosopographie est essentielle pour mettre en évidence, aussi bien dans les périodes historiques que dans les sociétés contemporaines, la structuration et la reproduction des classes dominantes, en particulier du point de vue des liens de parenté ou d'intérêts.

## Méthodes
Le terme « prosopographie » est actuellement employé dans tous les champs de l'histoire et des sciences politiques et désigne une étude de biographies. La première étape consiste à déterminer le groupe social qui fera l'objet de l'étude (par exemple telle profession, les membres d'un mouvement ou d'une organisation, les détenteurs d’une charge politique ou judiciaire, etc.). Il s'agit ensuite de compiler les biographies de l'ensemble des personnes appartenant à ce groupe en listant le plus possible de caractéristiques pertinentes. En pratique, la méthode prosopographique veut que chaque notice se fonde exclusivement sur les sources « primaires » disponibles[réf. nécessaire] sur le personnage traité dans celle-ci, sans recourir aux travaux d'érudition qui ont pu lui être consacrés : sources littéraires (Mémoires…), correspondances, documents d'archives, sources matérielles diverses, épigraphie, etc. (cf. les volumes de la Prosopographie chrétienne dirigée par H.-I. Marrou ainsi que ceux de la Prosopography of the Later Roman Empire dirigée par A. H. M. Jones). Enfin, l'analyse quantitative de ces biographies doit permettre de mettre au jour des ruptures ou des continuités dans les modes de vie, de recrutement, de reproduction du groupe social considéré, mais aussi de reconstituer, éventuellement, des tableaux généalogiques détaillés. Plus qu'une science auxiliaire, la prosopographie est une méthode historique.

## Évolution

### Histoire de l'Antiquité
Au début des années 1950, Claude Nicolet utilise la méthode prosopographique pour sa thèse sur l'ordre équestre à l'époque romaine. Dans le domaine de l'Antiquité tardive, il convient de renvoyer à la vaste entreprise, déjà mentionnée, de la Prosopographie chrétienne du Bas-Empire (commencée en 1951), fondée par Henri-Irénée Marrou et J.R. Palanque sous le patronage de l'Académie des Inscriptions et Belles-Lettres.

### Moyen Âge
On peut mentionner les travaux historiques de Karl Ferdinand Werner sur les premiers Carolingiens et les Capétiens ou plus généalogiques de Christian Settipani comme La Noblesse du Midi carolingien, étude sur quelques grandes familles d'Aquitaine et du Languedoc du IXe au XIe siècle, Toulousain, Périgord, Limousin, Poitou, Auvergne.[réf. nécessaire]

### Histoire moderne
On peut mentionner Michel Popoff et sa Prosopographie des gens du Parlement de Paris (1266-1753) en deux volumes (1996) ou François Caron pour ses différents travaux sur le chapitre noble de Sainte-Aldegonde à Maubeuge.[réf. nécessaire]. Citons également le professeur Jean-Luc Bonnaud pour son étude prosopographique des officiers du comte de Provence au XIVe siècle

### Histoire contemporaine
Mouvement ouvrier: le Dictionnaire biographique du mouvement ouvrier français, initié par Jean Maitron (1964-1997 : 44 vol.), est une contribution utile à la prosopographie portant sur la période contemporaine.
Sociétés savantes: le Comité des travaux historiques et scientifiques, rattaché à l’École nationale des chartes, tient à jour l'annuaire prosopographique "La France savante", qui a pour but de collecter les biographies succinctes de l'ensemble des membres des sociétés savantes depuis leur création.
Parmi de nombreux auteurs qui ont renouvelé la méthode en étudiant des groupes entiers, on peut citer, à titre d'exemple et pour l'historiographie francophone, le travail de Pierre Bourdieu sur la Noblesse d'État, celui de Christophe Charle sur les universitaires français de 1870 à 1940 (La République des universitaires) ou, dans un style très différent, l'ouvrage d'Herbert Lüthy sur les banquiers protestants, de la révocation de l'édit de Nantes à la Révolution française, ou encore le travail de Gilles Le Béguec sur la République des avocats.[réf. nécessaire]
On peut également mentionner à l'EHESS les recherches de l'historien Robert Descimon (directeur d'études) sur les milieux de la bourgeoisie de robe parisienne, et celles du sociologue Christian Topalov (directeur de recherche au CNRS) sur la nébuleuse réformatrice des années 1880-1914 (hypothèse de l'existence d'un champ de la réforme).[réf. nécessaire]